# Charles Sturt Adelaide International 2013
Il Charles Sturt Adelaide International 2013 è stato un torneo di tennis facente parte della categoria ATP Challenger Tour nell'ambito dell'ATP Challenger Tour 2013. È stata la 1ª edizione del torneo che si è giocata a Adelaide in Australia dal 4 al 10 febbraio 2013 su campi in cemento e aveva un montepremi di 50 000 $.

## Partecipanti singolare

### Teste di serie
| Nazionalità | Giocatore            | Ranking* | Testa di serie |
| ----------- | -------------------- | -------- | -------------- |
| Giappone    | Yūichi Sugita        | 133      | 1              |
| Giappone    | Hiroki Moriya        | 175      | 2              |
| Canada      | Peter Polansky       | 181      | 3              |
| Australia   | John Millman         | 183      | 4              |
| Australia   | Samuel Groth         | 196      | 5              |
| Australia   | Brydan Klein         | 217      | 6              |
| Australia   | James Duckworth      | 226      | 7              |
| Italia      | Alessandro Giannessi | 238      | 8              |

- Ranking al 28 gennaio 2013.

### Altri partecipanti
Giocatori che hanno ricevuto una wild card:
- Alex Bolt
- Chris Guccione
- Nick Kyrgios
- Dane Propoggia

Giocatori che sono passati dalle qualificazioni:
- Sean Berman
- Colin Ebelthite
- Ivo Klec
- Michael Venus

Giocatori che hanno ricevuto un entry come special exempt:
- Matthew Barton

## Partecipanti doppio

### Teste di serie
| Nazionalità   | Giocatore     | Nazionalità   | Giocatore          | Ranking* | Testa di serie |
| ------------- | ------------- | ------------- | ------------------ | -------- | -------------- |
| Australia     | Brydan Klein  | Australia     | Dane Propoggia     | 255      | 1              |
| Sudafrica     | Ruan Roelofse | Australia     | John-Patrick Smith | 294      | 2              |
| Australia     | Adam Feeney   | Australia     | Chris Guccione     | 438      | 3              |
| Nuova Zelanda | Artem Sitak   | Nuova Zelanda | Jose Statham       | 463      | 4              |

- Ranking al 28 gennaio 2013.

### Altri partecipanti
Coppie che hanno ricevuto una wild card:
- Matthew Barton /  Michael Look
- Nick Kyrgios /  Bradley Mousley
- Luke Saville /  Jack Schipanski

## Vincitori

### Singolare
Matthew Barton ha battuto in finale  James Ward con il punteggio di 6–2, 6–3

### Doppio
Samuel Groth /  Matt Reid hanno battuto in finale  James Duckworth /  Greg Jones con il punteggio di 6–2, 6–4